# Aprica
Aprica je obec v provincii Sondrio v Lombardii v severní Itálii. Nachází se na stejnojmenném průsmyku, spojuje údolí Valtellina s Val Camonica.
Jeho hlavním zdrojem příjmů je cestovní ruch, který pomocí geografie oblastí nabízí možnosti lyžování (zimní) a horská kola (letní).